# ميرفيتوكسيماب سورافتانسين
ميرفيتوكسيماب سورافتانسين (Mirvetuximab soravtansine)، الذي يباع تحت الإسم التجاري إلاهير( Elahere)، هو دواء يستخدم لعلاج أنواع معينة من سرطان المبيض، وسرطان قناة فالوب، والسرطان الصفاقي الأولي . على وجه التحديد، للحالات التي تكون فيها مستقبلات حمض الفوليك ألفا (FRα) إيجابية و التي فشلت في علاجات أخرى. و يعطى عن طريق الحقن التدريجي في الوريد.
تشمل الآثار الجانبية الشائعة لهذا العقار على؛مشاكل الرؤية، و التعب، و مشاكل الكبد، و الغثيان، وآلام البطن، و انخفاض خلايا الدم البيضاء،و الاعتلال العصبي المحيطي، و الإسهال، و الإمساك، و انخفاض المغنيسيوم، و انخفاض الهيموجلوبين. و قد تشمل الآثار الجانبية الأخرى التهاب الرئة أيضا. قد يؤدي استخدامه أثناء الحمل إلى الإضرار بالجنين. إنه جسم مضاد وحيد النسيلة موجه إلى FRα مرتبط بمثبط الأنابيب الدقيقة .
تمت الموافقة على ميرفيتوكسيماب سورافتانسين للاستخدام الطبي في الولايات المتحدة في عام 2022. و هو متاح كدواء يتيم في أوروبا.  في الولايات المتحدة، تبلغ التكلفة حوالي 25000 دولار أمريكي كل ثلاثة أسابيع اعتبارًا من عام 2022. 